# 福科诺洛纳
福科诺洛纳（缩写为FKL；“foko”意为“氏族”或“民族”，“olona”意为“人”或“人类”）是马达加斯加梅里納人地区的农村社区的称谓。传统上，福科诺洛纳包括在特定区域居住的一个或多个氏族的成员。每个福科诺洛纳享有广泛的自治权，包括安全和司法方面的权力，并以民主方式运作，妇女和儿童参与决策，所有决定依据“迪纳”（Dina）法（社会契约）作出，且需社区成员一致通过。“长辈父母”（rai-amandreny）拥有较大的权力。
自19世纪以来，特别是在伊默里纳王国国王安德里亚南普伊奈梅里纳和后来的首相赖尼莱亚里沃尼领导下，福科诺洛纳的制度经历了许多改革，但并未大幅削弱其传统特权。然而，在法国殖民统治时期，殖民当局试图废除该制度，主要是出于安全考虑。1975年起，马达加斯加民主共和国政府尝试恢复福科诺洛纳的重要性，甚至一度将其作为一种“革命性社区”，并以更地方化的基层单位——即“福科坦尼”（fokontany，缩写为FKT）——运作，力图将这一模式推广到全国。马达加斯加民主共和国政府主张在福科诺洛纳的基础上建设社会主义，因此其推行的社会主义模式被称作“福科诺洛纳社会主义”；福科诺洛纳社会主义以民主和平等为目标，认为马达加斯加正处在民族民族革命阶段，还宣称实行社会主义是“上帝的意愿”。
平均1个市镇包括30个福科诺洛纳和10个福科坦尼。